# Lanzo Torinese
Lanzo Torinese (arpità Lans) és un municipi italià, situat a la ciutat metropolitana de Torí, a la regió del Piemont. L'any 2007 tenia 5.368 habitants. Està situat a les Valls de Lanzo, una de les Valls arpitanes del Piemont. Limita amb els municipis de Balangero, Cafasse, Coassolo Torinese, Germagnano, Monastero di Lanzo i Pessinetto.

## Administració
| Període   | Identitat         | Partit        |
| --------- | ----------------- | ------------- |
| 2001-2011 | Andrea Filippin   | Llista cívica |
| 2011-     | Ernestina Assalto | Llista cívica |